# موقع علم الإنسان والثقافة

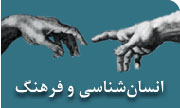

موقع علم الإنسان والثقافة موقع علمي/ تمدیدی ابتدأ عمله منذ سبتمبر 2005. هذا الموقع يؤكد علی النظرة الإجتماعیة ویعمل فی مجالات الثقافیة وعلوم الإجتماعیة والإنسانیة.
هذا الموقع حالیاً ینتشر فقط باللغة الفارسیة ومرکز تسجیل هذا الموقع في إيران. ناصر فکوهی حالیا یدیر هذا الموقع.
يتم إنتاج أكثر من 80 بالمئة من المواد في نفس الموقع. والسيرورة العامة الأنثربولوجية والثقافية هي على اساس التفاعل الداخلي بين المناهج و الثقافة. وصل الموقع في شهر خرداد عام 1390 شمسي إلى 7000 مشاهدة يومية . نصف المساهمين فيه هم طلاب الجامعة و النصف الآخر هم الباحثين والمهتمين بالمناهج الأنثربولوجية.